# Hemisudra borneensis
Hemisudra borneensis är en insektsart som beskrevs av Schmidt 1911. Hemisudra borneensis ingår i släktet Hemisudra och familjen dvärgstritar. Inga underarter finns listade i Catalogue of Life.